# Arthur Edward Waite
Arthur Edward Waite (2 de octubre de 1857 - 19 de mayo de 1942), ocultista estadounidense, cocreador del mazo de Tarot conocido como Rider-Waite. Escribió numerosos libros, que versaron sobre temas vinculados al misticismo, el ocultismo, el esoterismo y la magia ceremonial.
Waite fue un masón, así como también un miembro de la Societas Rosicruciana in Anglia y la Orden Hermética de la Aurora Dorada.

## Biografía
Waite creció en Inglaterra en donde se unió a la Orden Hermética de la Aurora Dorada en 1891, y también en 1902 se incorporó a la sociedad de Rosacruces. Con el paso de los años La Aurora Dorada sufrió continuos conflictos internos hasta 1914, año en que casualmente Waite se aleja de esta, para luego formar la hermandad de la Cruz Rosa, que no debe ser confundida con los Rosacruces.

## El tarot Rider-Waite
Waite es más conocido por su participación en la baraja de tarot Rider-Waite, publicada por primera vez en 1910, con ilustraciones de su colega de la Golden Dawn, Pamela Colman Smith. Waite escribió el volumen complementario de la baraja, Clave del Tarot, republicado en forma ampliada en 1911 como La Clave Pictórica del Tarot, una guía para la lectura del tarot. El tarot Rider-Waite fue notable por ilustrar las 78 cartas completamente, en un momento en que solo las 22 cartas del Arcano Mayor se ilustraban típicamente, siendo el tarot Sola Busca, de 1491, una excepción histórica notable. Antes de la publicación de esta baraja, muchos lectores esotéricos del tarot utilizaban la baraja de cartas del Tarot de Marsella. La baraja Rider-Waite ha tenido una gran influencia en el tarot ocultista contemporáneo.